# 名古屋市立御器所小学校
名古屋市立御器所小学校（なごやしりつ ごきそしょうがっこう）は、愛知県名古屋市昭和区明月町にある公立小学校である。広路小学校とともに、昭和区における近代教育の源流となった。

## 歴史
1873年（明治6年）11月5日、御器所八幡宮の南側にあった同社神官所有の藁葺き小屋において、愛知県第2中学区第25番小学叢雲学校が成立した。これを学校のルーツとしている。校名の「叢雲」は、熱田神宮の天叢雲剣（草薙剣）に由来するという。当初の学区は、のちの愛知郡常盤村の範囲とほぼ一致するといい、御器所小学校の学区をはじめ、村雲・白金・鶴舞・吹上・松栄・高田の各学区を含む一帯であった。
1879年（明治12年）には、従来の建屋の東隣に3教室を備える木造平屋建ての新校舎を建設した。私宅を改造した学舎が不都合であったためというが、旧校舎は常磐村役場に転用されている。
1882年（明治15年）には第56小学区叢雲学校、1887年（明治20年）には尋常小学常盤学校と改称されている。常盤の校名は当時の村名から採られた。このとき、学区に前津小林村を加え、拡大している。1892年（明治25年）6月1日、御器所村立御器所尋常小学校となった。
1907年（明治40年）4月5日、高等科を併設したため、名称を御器所尋常高等小学校と改めた。教室不足と教員不足からまずは1年・2年のみの教室を設置し、1909年（明治42年）7月に軍仮病室を教室に改造することで教室の整備を完了することとなった。このような状況は従来の校地周辺が既に宅地化している場所であり、校地の拡大には民家の撤去などが必要であるためであった。1921年（明治45年）7月、当時天神東と呼ばれていた地に移転することとなった。当時、新校地の周辺は麦畑と天神の森しかなく、人家は存在しなかったという。

### 沿革
- 1873年（明治6年）11月5日 - 学制施行により第二大学区第二中学区に所属[1]。御器所八幡宮の南に第25番小学藂雲学校として創立[1]。
- 1883年（明治16年）1月24日 -（愛知県布達乙第7号）愛知郡第56学区公立小学藂雲学校に改称
- 1887年（明治20年）3月5日 - 小学校令施行により、愛知郡第26学区尋常小学常盤学校に改称。
- 1892年（明治25年）6月1日 - 小学校令改正により、愛知郡御器所村立御器所尋常小学校に改称。
- 1907年（明治40年）4月5日 - 高等科を併置し御器所尋常高等小学校となる。
- 1912年（明治45年）7月 - 校地移転（現・松風町）。
- 1921年（大正10年）8月22日 - 御器所村が名古屋市へ編入され、名古屋市立御器所尋常高等小学校となる。
- 1924年（大正13年）3月 - 小針尋常小学校を分離。
- 1927年（昭和2年）10月 - 高辻尋常高等小学校を分離。
- 1928年（昭和3年）
  - 3月 - 高田尋常高等小学校を分離。
  - 4月 - 現在地へ移転。
- 1933年（昭和8年）9月 - 村雲尋常小学校を分離。
- 1935年（昭和10年） - 高等科を分離して御器所尋常小学校となる。
- 1936年（昭和11年）2月 - 松栄尋常小学校を分離。
- 1941年（昭和16年）4月1日 - 名古屋市御器所国民学校となる。
- 1945年（昭和20年） - 宝飯郡へ集団疎開。
- 1947年（昭和22年）4月1日 - 学校教育法施行により名古屋市立御器所小学校に改称。
- 1959年（昭和34年） - 伊勢湾台風により講堂に避難民を受け入れる。
- 1963年（昭和38年） - 新校歌「大空のように」（近藤一一作詞 水野久一郎作曲）が制定される[5]。
- 2003年（平成15年）-　創立130周年

## 交通
- 名古屋市営地下鉄鶴舞線・桜通線 御器所駅 5番出口より南西へ600m
- 名古屋市営バス（金山26・昭和巡回）出口町停留所より北へ250m

## 近隣施設
- 名古屋市立桜山中学校
- 名古屋市立向陽高等学校
- 名古屋柳城短期大学
- 桜花学園高等学校

## 学区
御器所学区は御器所駅南西の地域で、村雲・鶴舞・吹上・松栄・汐路・御劔の6学区と接している。御器所小学校は学区のほぼ中心に位置しており、学区内の大部分から道程1km以内で到達できる。